# Mutano
Mutano (Beast Boy em inglês) é um personagem fictício do universo da editora DC Comics. Ele é um dos heróis dos Jovens Titãs. Mutano pode se transformar em qualquer animal existente ou que ja existiu (dinossauros por exemplo), mas qualquer animal  em que se transforme é verde.

## Histórico de publicações
O primeiro metamorfo da DC Comics com o nome de "Beast Boy" (não relacionado a Garfield Logan) apareceu pela primeira vez nos quadrinhos da Legião dos Super-Heróis na revista Adventure Comics #324 (setembro de 1964). Ele era um dos jovens  super-heróis do planeta Lallor que se tornou vilão e foi morto em na edição #339 (dezembro de 1965), logo após a primeira aparição de Garfield Logan na edição de novembro de 1965 de "Patrulha do Destino". A este "Beast Boy" foi permitida a chance de se regenerar na última hora, tendo uma morte heroica.
Criado pelo escritor Arnold Drake e o artista Bob Brown, o Garfield Logan, com quem os leitores se tornariam mais familiarizados, fez sua primeira aparição em "Patrulha do Destino", em novembro de 1965.

## A origem de Mutano
Os pais de Mutano, Marie e Mark Logan eram geneticistas, e viajavam pelo mundo inteiro estudando os mais variados animais. Um dia os três estavam na Alta Lamumba, África, no meio da floresta. Com os pais de Mutano estava o Doutor Samuel Register, que reclamava da bagunça que ele cometia e pediu um pouco de paz. A mãe de Garfield Logan - o nome verdadeiro de Mutano - então foi para fora do laboratório trocar o óleo de seu jipe, e Garfield foi junto. Quando chegou, escutou um barulho em uma árvore e foi observar o que havia lá. Quando se aproximou viu um macaco verde de uma espécie rara chamada cercocebus viridis, que o mordeu e fez ele contrair uma rara doença chamada sakutia, a febre verde, e quem contraísse esta doença morreria em 48 horas. O pai de Garfield conseguiu salvá-lo, mas o garoto ficou com a pele verde e adquiriu o dom de se transformar em qualquer animal, sempre com a cor esverdeada. Assumindo o nome de Rapaz-fera, ele foi adotado por Steve Dayton e Rita Farr, atuando algum tempo ao lado deles na Patrulha do Destino. Mais tarde, já com o nome Mutano, afiliou-se aos Jovens Titãs. Posteriormente, os integrantes do grupo se separaram e retornaram com o nome de Novos Titans com a ausência de Dick Grayson (agora sendo Asa Noturna), Donna Troy, Wally West e mais tarde, de Koriander (Estelar). Depois de alguns anos o grupo "Novos Titãs" mudou o nome para "Titãs" onde trabalha até os dias atuais.

## Justiça Jovem
Garfield Logan nascido em 12 de Setembro de 1995, era um garoto que morava na fronteira de Qurac e Byália, países em guerra, com sua mãe. Devido a um ataque byaliano, Garfield precisou receber uma transfusão de sangue de Miss Marte. Alguns anos depois, outro ataque matou sua mãe, assim Gar foi morar no Monte da Justiça com Miss Marte (que acabou sendo sua irmã adotiva) e o resto da Justiça Jovem, assim Gar descobriu seus poderes, os quais o permite que se transforme em qualquer animal que quiser, baseado na transmutação marciana do sangue de M'gann Morzz.

## Outras Mídias
- Mutano é um personagem do desenho Teen Titans e na sua sequência Teen Titans Go!, sendo um dos cinco personagens principais interagindo com Robin, Ciborgue, Ravena e Estelar. Dublado por Greg Cipes nos EUA e Charles Emmanuel no Brasil.
- Mutano aparece na 2ª temporada da animação Young Justice, onde é meio-irmão da Miss Marte. É dublado por Logan Grove nos EUA e Charles Emmanuel no Brasil.
- Mutano aparece nas animações; Justice League vs. Teen Titans e Teen Titans: The Judas Contract sendo dublado por Brandon Soo Hoo nos EUA e Charles Emmanuel no Brasil.
- A primeira versão de Mutano com um ator de verdade aparece na série da Netflix Titans, interpretado por Ryan Potter.